# Ајгр (језеро)
Језеро Ајгр (јерм. Այղր լիճ, Ајгрлич), познато и као Мецамор и Акна, је малено еолско језеро у југозападној јерменској провинцији Армавир. Налази се у семиаридној Араратској равници 2,5 км источно од градића Мецамора.
Због семиаридне климе и високог степена испаравања његова површина варира између 0,16 и 0,6 км². Иако током лета његова површина често пада испод 0,07 км² никада не пресушује. Храни се из подземних врела, али и из извора који који избијају испод крајњих јужних обронака Арагаца. Поред евапорације, воду губи и подземним путем, преко Црне реке.
Просечна дубина креће се између 2 и 8 метара, а максимална дубина је 9,5 метара. Укупна запремина је до 310.000 м³, а дужина обалске линије износи до 1 км.